# Menologi
El Menologi (en llatí menologium, en grec μηνολόγιον, menológion), és un recull de textos litúrgics i hagiogràfics utilitzats a l'Església Ortodoxa i a les Esglésies Catòliques Orientals que segueixen el ritus de Constantinoble. Conté la vida i els miracles dels sants i està format per dotze volums corresponents als dotze mesos de l'any. L'Església Catòlica Romana té un llibre equivalent, el Martirologi romà. El menologi té una funció essencialment litúrgica, i als oficis religiosos es llegeix la pàgina dedicada al sant del dia.

## Història
El menologi més antic conegut va ser escrit per ordre de Basili II Bulgaròcton, i per això és anomenat Menologi de Basili II. El va redactar Simeó Metafrastes cap a l'any 985. Consta de 12 volums i és una autèntica obra mestra d'art romà d'Orient, enriquit amb precioses miniatures. L'obra està organitzada segons el calendari de les festes dels sants. Actualment es troba a la Biblioteca Vaticana.

## A Occident
Durant segles, les Vitae patrum i altres hagiografies s'utilitzaven a les comunitats religioses occidentals per a la devoció privada i no eren de caràcter litúrgic. A partir del segle xvi, els ordes religiosos van començar a recopilar menologis per commemorar els fundadors, els sants i altres figures importants de la seva comunitat. L'any 1600, la Companyia de Jesús tenia el seu propi menologi, que es llegia cada dia al final de l'àpat del migdia. Els menologis de les comunitats religioses es van desenvolupar a banda dels martirologis oficials, i el Papa Urbà VIII va prohibir, el 1617, donar el títol de sant o màrtir a aquells que no fossin qualificats així per l'Església.
El menologi dels benedictins publicat al 1655 inclou 44.022 noms. Els cartoixans, dominics i carmelites també tenen els seus propis menologis per commemorar els seus propis sants i màrtirs. Gradualment, a partir d'una llista amb funcions litúrgiques, el menologi es va convertir en una proclama d'una comunitat per explicar vides edificants com a exemple a seguir.